# 訃報 1976年2月
訃報 1976年2月（ふほう 1976ねん2がつ）では、1976年（昭和51年）2月中に物故した、又は物故が報じられた人物についてまとめる。

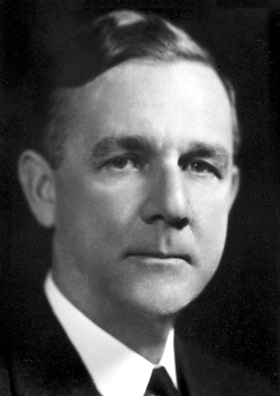
ジョージ・H・ウィップル / 2月1日没

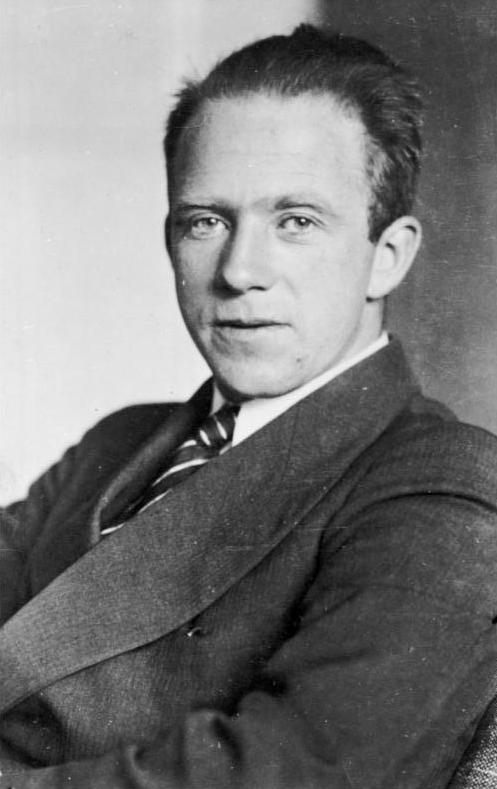
ヴェルナー・ハイゼンベルク / 2月1日没

## （1日 - 15日）
- 2月1日 - 田中塊堂、書家（* 1896年）
- 2月1日 - ジョージ・H・ウィップル、医学者（* 1878年）
- 2月1日 - ヴェルナー・ハイゼンベルク、物理学者（* 1901年）
- 2月1日 - ハンス・リヒター、画家（* 1888年）
- 2月4日 - 小宮義孝、寄生虫学者（* 1900年）
- 2月6日 - 金原亭馬の助 (初代)、落語家（* 1927年）
- 2月6日 - ヴィンス・ガラルディ（英語版）、ジャズ・ピアニスト（* 1928年）
- 2月6日 - 若井はんじ、漫才師（* 1933年）
- 2月9日 - パーシー・フェイス、作曲家・指揮者（* 1908年）
- 2月10日 - 井谷正吉、農民運動家・農業技術者・政治家（* 1896年）
- 2月11日 - 春日篤、海軍軍人（* 1887年）
- 2月11日 - アレキサンダー・マルティン・リピッシュ、流体力学者（* 1894年）
- 2月12日 - クリフトン・ウィリアムズ、作曲家（* 1923年）
- 2月12日 - サル・ミネオ、俳優（* 1939年）
- 2月13日 - ジョン・ラウンズベリー、アニメーター（* 1911年）
- 2月13日 - 笹森順造、政治家・教育者・剣道家（* 1886年）
- 2月13日 - 大濱信泉、法学者・教育者（* 1891年）
- 2月15日 - 初井しづ枝、歌人（* 1900年）
- 2月15日 - 不染鉄、日本画家（* 1891年）

## （16日 - 29日）
- 2月17日 - 新海幸蔵、元大相撲力士（* 1904年）
- 2月19日 - 須田皖次、海洋学者（* 1892年）
- 2月20日 - レネ・カサン、法学者（* 1887年）
- 2月21日 - 清野暢一郎、アメリカ演劇研究者（* 1896年）
- 2月21日 - 飯村穣、陸軍軍人（* 1888年）
- 2月22日 - 薩摩治郎八（バロン薩摩）、実業家（* 1901年）
- 2月22日 - 家城巳代治、映画監督・脚本家（* 1911年）
- 2月23日 - 中村直勝、歴史学者（* 1890年）
- 2月24日 - 黒崎秀明、脚本家・郷土史家（* 1911年）
- 2月24日 - 納富寿童、尺八演奏家・作曲家（* 1895年）
- 2月26日 - 金城哲夫、脚本家（* 1938年）
- 2月28日 - 淵上房太郎、沖縄県知事（* 1893年）